# جیمز جگو
جیمز جگو (تولد ۱۲ فوریه ۱۹۹۲) یک بازیکن فوتبال اهل استرالیا است.
او در تیم ملی فوتبال استرالیا بازی کرده‌است.
وی سابقه بازی در باشگاه فوتبال ملبورن ویکتوری را دارد.